# Ichneumon fuscescens
Ichneumon fuscescens är en stekelart som beskrevs av Gmelin 1790. Ichneumon fuscescens ingår i släktet Ichneumon och familjen brokparasitsteklar. Inga underarter finns listade i Catalogue of Life.